# Rosenkranz-Basilika (Embu das Artes)

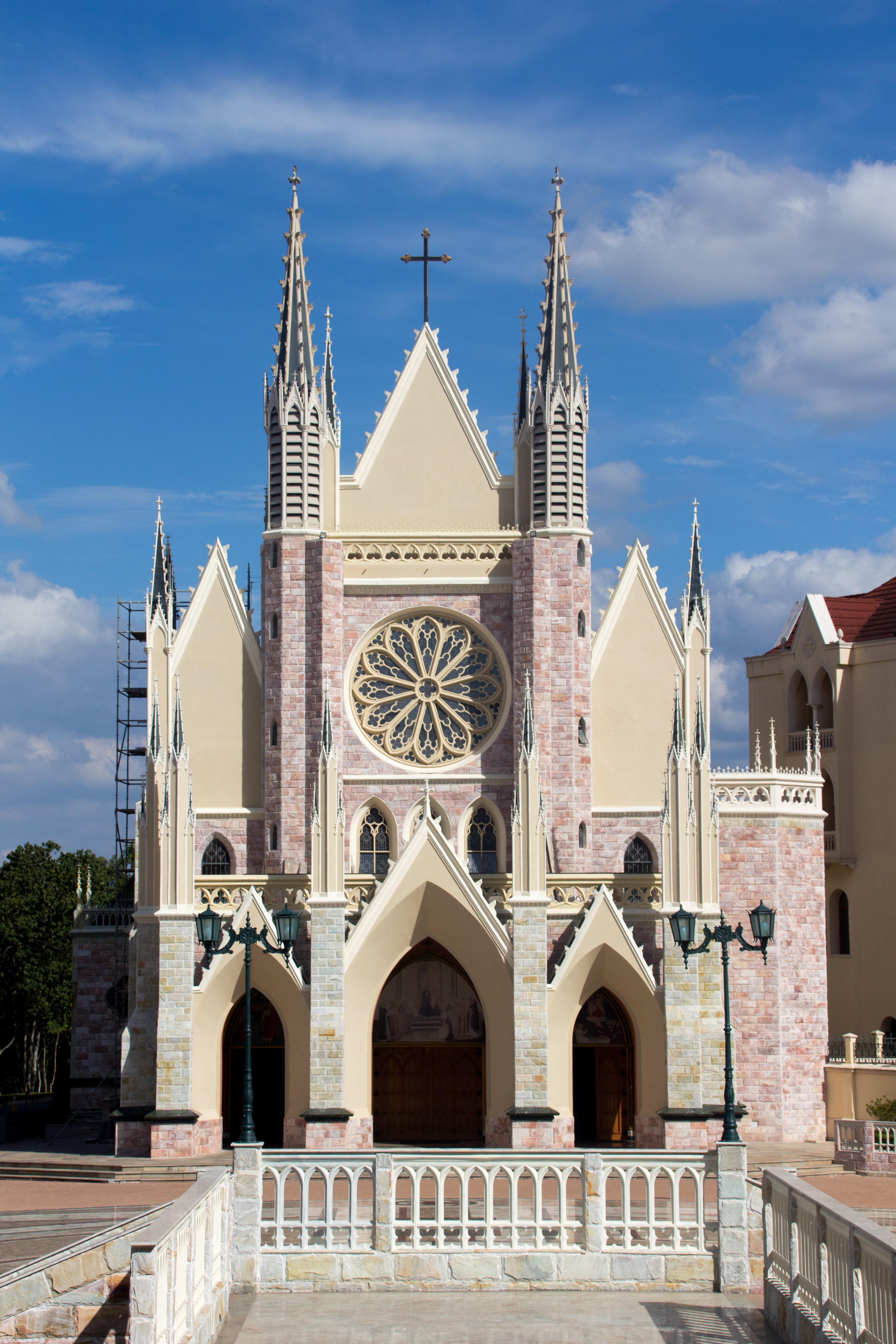
Fatimabasilika

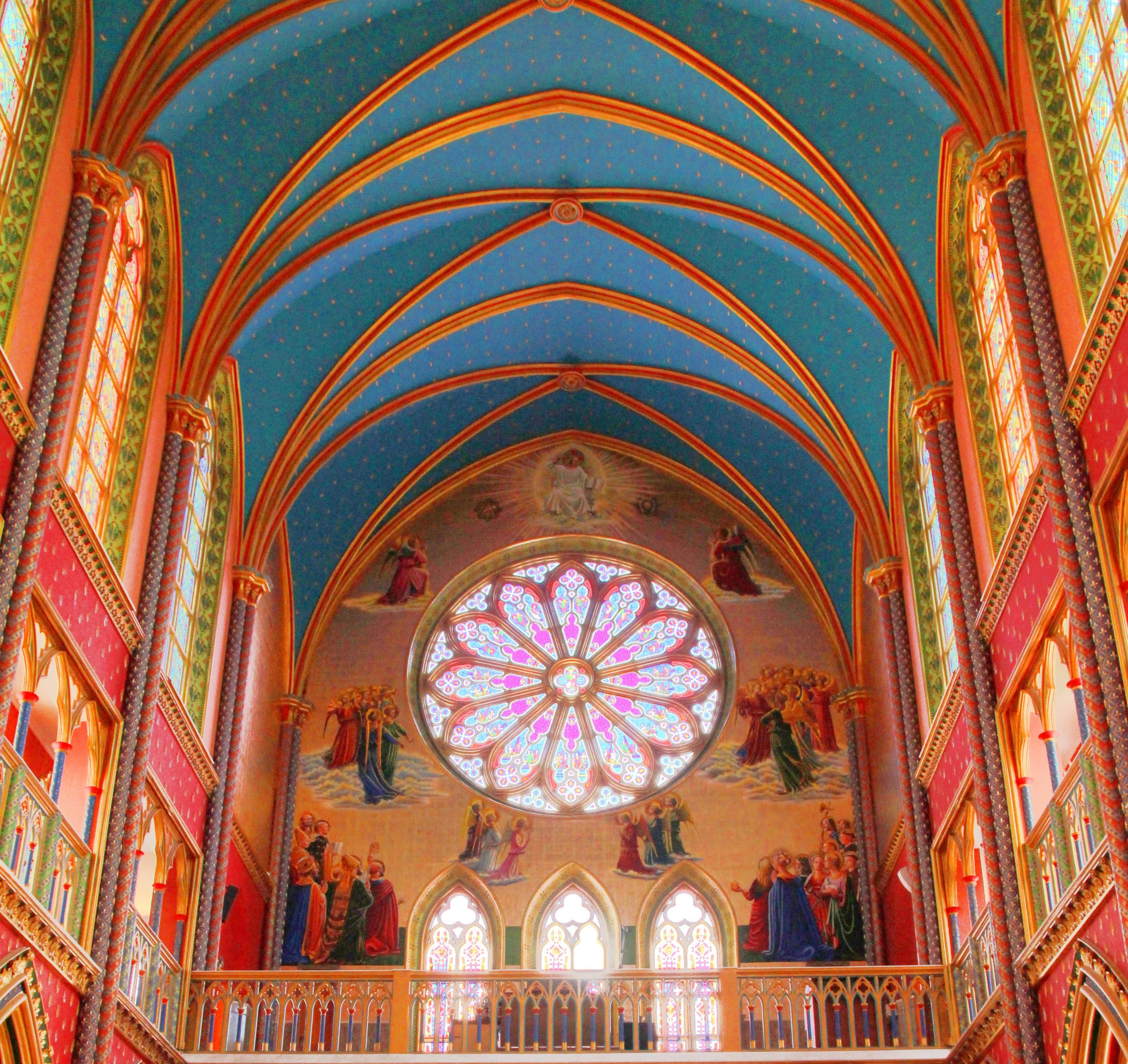
Rückseite des Innenraums mit Rosettenfenster

Die Basilika Unserer Lieben Frau des Rosenkranzes von Fatima (portugiesisch Basílica Menor Nossa Senhora do Rosário de Fátima) ist eine römisch-katholische Kirche außerhalb der Stadt Embu das Artes im brasilianischen Bundesstaat São Paulo. Die Kirche des Bistums Campo Limpo ist der Marienerscheinung von Fátima gewidmet und trägt den Titel einer Basilica minor.

## Geschichte
Die Grundsteinlegung erfolgte 2004 auf Initiative von João Scognamiglio Clá Dias, Gründer der Herolde des Evangeliums. Sie wurde 2011 fertiggestellt. Am 11. Mai 2014 wurde die Kirche vom Bischof von Campo Limpo, Luiz Antônio Guedes, feierlich geweiht. Neben Altbischof Emílio Pignoli und Bischof Benedito Beni dos Santos nahmen Hunderte von Gläubigen aus verschiedenen Regionen São Paulos und Brasiliens an der Feier teil.
Am 31. Mai desselben Jahres wurde die Kirche von Papst Benedikt XVI. in den Rang einer Basilica minor erhoben. Die pastorale Betreuung der Basilika erfolgt durch die Klerikale Gesellschaft des Apostolischen Lebens Virgo Flos Carmeli.

## Bauwerk
Die dreischiffige Basilika ohne Querschiff wurde im Stil des von neugotischen Elementen geprägten Eklektizismus errichtet. So werden die Seitenschiffe als Chorumgang um  die  fünfseitige Apsis geführt, in der der um sechs Stufen erhöhte Altar steht. Über den runden, mit Lilienmustern auf blauem Grund dekorierten Säulen erheben sich die Triforien und die hohen Fenster in gotischer Form. Die acht Joche des Mittelschiffs sind mit blauen Kreuzgewölben überspannt, die Seitenschiffe sind mit Kreuzgratgewölben überdacht. Über den Seitenschiffen wird das Mittelschiff durch das Strebewerk gestützt. Die ganze Kirche ist farbenprächtig ausgemalt.
Das Geläut mit 19 Glocken wurde am 25. Januar 2015 geweiht. Es ist das erste Mal, dass Glocken der französischen Glockengießerei Paccard in Brasilien installiert wurden.